# Capo Spulico
Il capo Spulico separa il golfo di Taranto da quello di Corigliano Calabro ed un tempo era il confine tra la Sibaritide e la Siritide.
Attualmente si trova al confine tra i territori di Roseto Capo Spulico ed Amendolara.
Sul piccolo promontorio si trova la Torre Spaccata di Amendolara, costruita nel XVI secolo durante le incursioni saracene nell'Alto Ionio.
Al largo del promontorio vi è la nota secca di Amendolara meta di numerosi appassionati delle immersioni subacquee. Inoltre le spiagge nei pressi del promontorio sono meta di numerosi bagnanti e campeggiatori, in quanto vi sono campeggi attrezzati.